# Theridion nagorum
Theridion nagorum là một loài nhện trong họ Theridiidae.
Loài này thuộc chi Theridion. Theridion nagorum được Michael J. Roberts miêu tả năm 1983.